# Elbeuf
Elbeuf é uma comuna francesa na região administrativa da Normandia, no departamento de Sena Marítimo. Estende-se por uma área de 16,33 km². Em 2010 a comuna tinha 16 329 habitantes (densidade: 999,9 hab./km²).017 hab/km².